# Museo Etnográfico Miguel Ángel Builes
El Museo Etnográfico Miguel Ángel Builes o MEMAB, ubicado en el barrio Ferrini, Comuna 12 de Medellín, está principalmente dedicado en la cultura y vida cotidiana de los pueblos indígenas de Colombia. Ha sido fundado en 1962 por la comunidad de los Misioneros Javerianos de Yarumal.
El museo lleva el nombre de Miguel Ángel Builes, obispo de Santa Rosa de Osos y fundador del Seminario de misiones de Yarumal en 1927, que se convirtió en 1953 en el Instituto de las misiones extranjeras de Yarumal. Se basa en los conocimientos adquiridos por el Instituto y en los objetos que recogió en las regiones donde está presente, es decir, en quanto a Colombia, los departamentos de Antioquía, del Vaupés, del Arauca y del Chocó.
Presenta alrededor de 2 000 objetos documentados relacionados con los rituales chamánicos, las actividades de subsistencia como la recolección o el cultivo, la caza o la domesticación, la pesca y, de forma más general, con la vida cotidiana: alimentación, hábitat, tejidos, ornamentos... Es, pues, una puerta de entrada a las culturas y modos de vida de los pueblos indígenas.
Las dos salas principales están dedicadas a los pueblos de la Amazonia colombiana (Inga, Siona, Tucano, Uitoto…) y a los de los departamentos de Antioquia y Chocó (Emberra Catío, Emberra Chamíes, Tula...). Las colecciones también presentan las culturas de la región del Caribe (Wayuu, Kogui...), poblaciones afrocolombianas y, brevemente, otros pueblos de Sudamérica, África y Asia.
Una sala arqueológica contiene por otra parte numerosas cerámicas precolombinas de estas regiones.
Además de la conservación, valorización y divulgación del patrimonio cultural colombiano, el Museo organiza sesiones de formación para los jóvenes de Medellín y promueve la actividad misionera del Instituto.